# Arjun Erigaisi
Arjun Kumar Erigaisi (sinh 3 tháng 9 năm 2003) là một đại kiện tướng cờ vua Ấn Độ ở bang Telangana. Anh giành được danh hiệu đại kiện tướng trước tuổi 15 và là đương kim vô địch Ấn Độ.

## Sự nghiệp

### Thời gian đầu
Năm 2015, Erigaisi giành huy chương bạc ở Giải vô địch cờ vua trẻ châu Á ở Hàn Quốc.
Năm 2018, Erigaisi trở thành đại kiện tướng đầu tiên của bang Telangana. Giành được danh hiệu khi 14 tuổi, 11 tháng và 13 ngày, cậu trở thành đại kiện tướng thứ 54 của Ấn Độ.

### Giải vô địch quốc gia
Tháng 3 năm 2022, ở giải vô địch Ấn Độ lần thứ 58, Erigaisi vô địch với 8,5/11 điểm, bằng điểm với Gukesh và Iniyan nhưng hơn hệ số phụ.

### Giải mở
Thánng 10 năm 2021, Erigaisi giành hạng nhì ở Giải bàn tròn U21 mở rộng ở Bulgaria. Anh đạt 7/9 điểm, bằng điểm với Sarana nhưng kém hệ số phụ.
Tháng 3 năm 2022 Erigaisi vô địch giải Delhi mở rộng với 8,5/10 điểm (+7 =3), bằng điểm với hai kỳ thủ khác nhưng hơn hệ số phụ. Thành tích ở giải này khiến Erigaisi phá kỷ lục Elo cá nhân trong bảng xếp hạng FIDE tiếp theo.

### Giải mời
Tháng 1 năm 2022, Erigaisi vô địch bảng Challengers của Giải cờ vua Tata Steel. Anh giành được quyền tham dự bảng Masters là bảng đấu cao nhất của giải năm 2023. Hiệu suất thi đấu của anh tại giải vượt 2800 và đạt Elo 2660 sau giải, lần đầu tiên lọt top 100 thế giới.

### Giải nhanh chớp
Tại Champions Chess Tour 2021, Erigaisi là kỳ thủ Ấn Độ đầu tiên vượt qua vòng bảng. Ở giải Goldmoney Asian Rapid của tour đấu, anh xếp trên Firouzja, Dubov, Svidler và Vidit, chỉ thua Aronian ở tứ kết sau một trận đấu căng thẳng.
Tháng 11 năm 2021, Erigaisi giành hạng ba ở giải đấu mạnh Lindores Abbey cờ chớp tại Riga, xếp trên nhiều kỳ thủ mạnh như Vachier-Lagrave, Aronian, Navara, Dubov, Svidler và nhiều kỳ thủ khác. Cùng tháng đó, Erigaisi vô địch nội dung cờ nhanh của giải nhanh chớp Tata Steel Ấn Độ. Anh đạt 6,5/9, xếp trên Vidit, Aronian, Shankland và Quang Liêm. Anh giành ngôi vô địch sau khi cầm hòa Aronian ở một hình cờ thua. Nhờ chức vô địch cờ nhanh, vào phút cuối anh được suất chơi nội dung cờ chớp thay thế Adhiban Baskaran bỏ cuộc. Erigaisi chơi tốt, đạt đồng điểm hạng nhất 11/18 và xếp hạng hai sau khi thua Aronian ở ván Armageddon.
Tháng 4 năm 2022, Erigaisi tham dự tour đấu MPL Indian Chess Tour và vô địch giải đầu tiên sớm một vòng với 30/45 điểm (+8 =6 -1), giành một vé tham dự một giải trong Champions Chess Tour 2022.